# کابوزتا
کابوزتا (به لاتین: Kabuzta) یک منطقهٔ مسکونی در گرجستان است که در ناحیه دزاو واقع شده‌است.